# Josef Hodes
Josef Hodes (* 30. Mai 1898 in Willebadessen;  † nach 1968) war ein deutscher Politiker (CDU). Er war von 1950 bis 1954 Abgeordneter der Volkskammer der DDR.

## Leben
Josef Hodes erlernte den Beruf des Kaufmanns. Er war 1945 Gründungsmitglied der CDU-Ortsgruppe Hainichen, 1946 Mitglied, ab 1949 Vorsitzender des CDU-Kreisvorstandes Döbeln und Mitglied des Landesvorstandes Sachsen der CDU. Im Mai 1949 kandidierte er für den Deutschen Volkskongress. Er war bis 1950 Kreisrat für Handel und Versorgung im Rat des Kreises Döbeln. Im Oktober 1950 wurde er zum Zweiten Bürgermeister der Messestadt Leipzig gewählt. Als Nachfolger des zurückgetretenen Bürgermeisters Arno Wolfrum übernahm er das Dezernat Arbeit und Sozialfürsorge.
Von Oktober 1950 bis 1954 gehörte er als Mitglied der CDU-Fraktion der Volkskammer an. Als Vorsitzender des Bezirksfriedensrates Leipzig wurde er am 20. April 1958 auf dem V. Deutschen Friedenskongress zum Mitglied des Präsidiums des Deutschen Friedensrates gewählt. Hodes arbeitete 1963 als Direktor der Stadtbezirksverwaltung der Handelsorganisation (HO) Lebensmittel in Leipzig-Mitte und zuletzt bis 1968 als Bereichsleiter beim HO-Kreisbetrieb Lebensmittel Leipzig-Stadt.

## Auszeichnungen
- 1963 Vaterländischer Verdienstorden in Bronze
- 1968 Otto-Nuschke-Ehrenzeichen in Gold
- 1968 Orden Banner der Arbeit